# Мирковац (Кнежеви Виногради)
Мирковац је насељено место у Барањи, у саставу општине Кнежеви Виногради, Осјечко-барањска жупанија, Република Хрватска.

## Становништво
На попису становништва 2011. године, Мирковац је имао 108 становника.

### Попис 2001.
На попису становништва 2001. године, насељено место Мирковац је имало 135 становника, следећег националног састава:
- Хрвати — 118
- Срби — 10
- Мађари — 5
- остали и непознато — 2

### Попис 1991.
На попису становништва 1991. године, насељено место Мирковац је имало 233 становника, следећег националног састава:
| Попис 1991.‍ | Попис 1991.‍ | Попис 1991.‍ | Попис 1991.‍ | Попис 1991.‍ |
| ----------- | ----------- | ----------- | ----------- | ----------- |
|             |             |             |             |             |
| Хрвати      | Хрвати      |             | 141         | 60,51%      |
| Срби        | Срби        |             | 42          | 18,02%      |
| Мађари      | Мађари      |             | 25          | 10,72%      |
| Југословени | Југословени |             | 16          | 6,86%       |
| Македонци   | Македонци   |             | 2           | 0,85%       |
| Немци       | Немци       |             | 2           | 0,85%       |
| Словенци    | Словенци    |             | 2           | 0,85%       |
| Црногорци   | Црногорци   |             | 1           | 0,42%       |
| остали      | остали      |             | 1           | 0,42%       |
| непознато   | непознато   |             | 1           | 0,42%       |
| укупно: 233 |             |             |             |             |